# CZWデスマッチ王座
CZWデスマッチ王座（シージーダブリューですまっちおうざ | CZW Death Match Championship ― シージーダブリュー・デス・マッチ・チャンピオンシップ）は、大日本プロレスのデスマッチヘビー級王座から派生して2002年8月31日に誕生し、2003年8月9日に消滅するに至った、コンバット・ゾーン・レスリングの認定によるデスマッチのチャンピオンベルトである。

## 歴史
2001年の12月2日にジョン・ザンディグが大日本プロレスのデスマッチヘビー級王座を獲得。それから保持者の変動無きままに翌年へと持ち越されたこのベルトは、そのままおおよそ1年間にわたってCZWの王座の一つとして管理されることとなった。 やがてCZWが大日本プロレスとの関係を絶つに伴い、このベルトは大日本プロレスのもとへと返還されるに至った。

## 獲得史
| 名前                 | 回 | 獲得日        | 場所                             |
| -------------------- | -- | ------------- | -------------------------------- |
| ワイフビーター       | 1  | 2002年8月28日 | デラウェア州ドーバー             |
| ネイト・ヘイトリッド | 1  | 2003年1月18日 | ペンシルベニア州フィラデルフィア |
| ニック・ゲージ       | 1  | 2003年6月14日 | ペンシルベニア州フィラデルフィア |
| ネイト・ヘイトリッド | 2  | 2003年8月9日  | ペンシルベニア州フィラデルフィア |